# 자이쓰 슌이치로
자이쓰 슌이치로(일본어: 財津 俊一郎, 1987년 1월 23일 ~ )는 일본의 전 축구 선수이다.

## 구단 경력
과거 시미즈 에스펄스, 쇼난 벨마레에서 활동하였다.